# 南方豹蛙
南方豹蛙是一種大部份時間水生的青蛙。牠們分佈在美國東南部的地方，其下共有兩個亞種。

## 特徵
南方豹蛙一般呈綠色或淺褐色，有深褐色或黑色的疙瘩。牠們長達9厘米，吻較尖。

## 生態及行為
南方豹蛙喜歡淺淡水的環境，如河流、池塘或湖泊，當中有足夠的植物作為偽裝。牠們多是夜間活動及肉食性的，主要吃昆蟲、蚯蚓、蜘蛛及蜈蚣。牠們是跳躍能手，在受到掠食的時候會跳入水中逃亡。若氣溫許可，牠們全年也會繁殖。牠們會在淺水的地方產卵，每次產幾百顆。蝌蚪會在水中生活約90天，吃藻類及其他植物。